# トマールのキリスト教修道院
トマールのキリスト教修道院（ポルトガル語: Convento de Cristo em Tomar）は、ポルトガルの都市・トマールにある修道院であり、12世紀にテンプル騎士団によって建設された。14世紀にテンプル騎士団に対して解散命令が出た後、ポルトガルに存在したテンプル騎士団は、キリスト騎士団へと改編され彼らが管轄することとなった。キリスト騎士団は、大航海時代のポルトガルを支え、ポルトガル海上帝国の礎を築いたことで有名である。
1983年に、ユネスコの世界遺産に登録された。

## 歴史

### 始まり
1160年に、テンプル騎士団によって建設が開始された。12世紀の後半には、ポルトガルにおけるテンプル騎士団の本部の役割を果たした。もともと、トマールの修道院及び城塞は、勃興したばかりのポルトガル王国の対ムーア人への防波堤の役割を果たしていた。

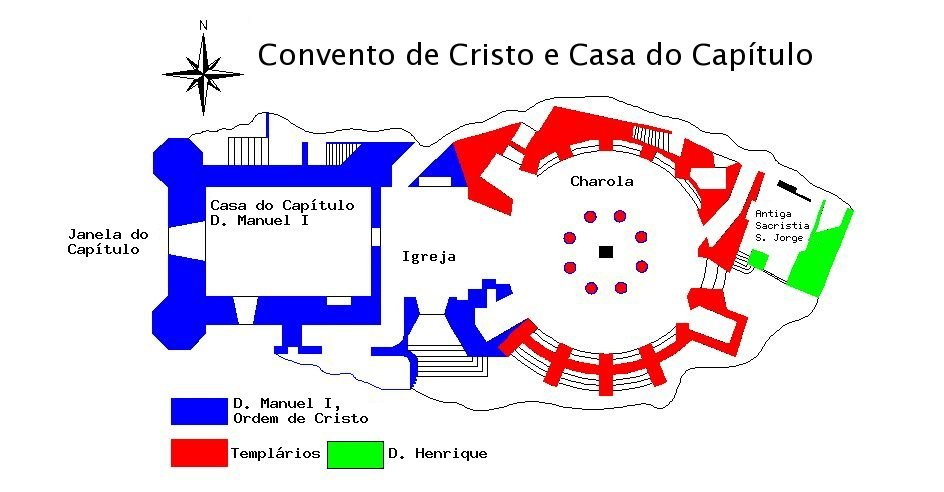
青色の部分がマヌエル1世時代に建設された部分。赤色がテンプル騎士団時代、緑色の部分がエンリケ航海王子の時代に建設されたことを示している

テンプル騎士団の円堂は、12世紀に建設された。他のヨーロッパ世界にあるテンプル騎士団の教会と同様に、エルサレムにあるオマール・モスクをモデルとしている。このオマール・モスクは、十字軍がエルサレム神殿の名残と信じたモスクである。また、エルサレムの聖墳墓教会もモデルとなっている。
キリスト教世界の年代記に従うと、トマールの城塞は、1190年に、ヤアクーブ・マンスールの攻撃を耐え抜いたとされる。

### キリスト騎士団
1312年、全ヨーロッパ世界で、テンプル騎士団の活動が禁止された。しかし、ポルトガルで活動していたテンプル騎士団のメンバーを中心に、当時の国王ディニス1世は新たに、キリスト騎士団を結成した。1357年に、トマールに移ったキリスト騎士団がここを本拠地とした。
トマールのキリスト教修道院のハイライトは、1417年から1460年にキリスト騎士団の団長を務めたエンリケ航海王子の時代である。エンリケは、レコンキスタが終了したポルトガルを大航海時代に飛躍させた立役者であると同時に、トマールのキリスト教修道院では、墓の回廊・沐浴の回廊を増築した。
1484年にキリスト騎士団の団長に就任し、1492年に国王になったマヌエル1世もまた、修道院の増築を行った。円堂へいたる新しい回廊を建設するとともに、修道院内部の装飾や絵画を増設した。
マヌエル1世の後を継いだジョアン3世は、クレルヴォーのベルナルドゥスの宗教観を持った国王であると同時に、1557年には、新しい回廊の建設を命じた。この回廊はポルトガルにおけるルネサンス建築の中でも特筆すべきものがある。
1581年、スペインとポルトガルの同君連合が成立するとフィリペ1世を国王として認めた。スペインとの同君連合時代に、修道院への送水路が建設された。

## 建築

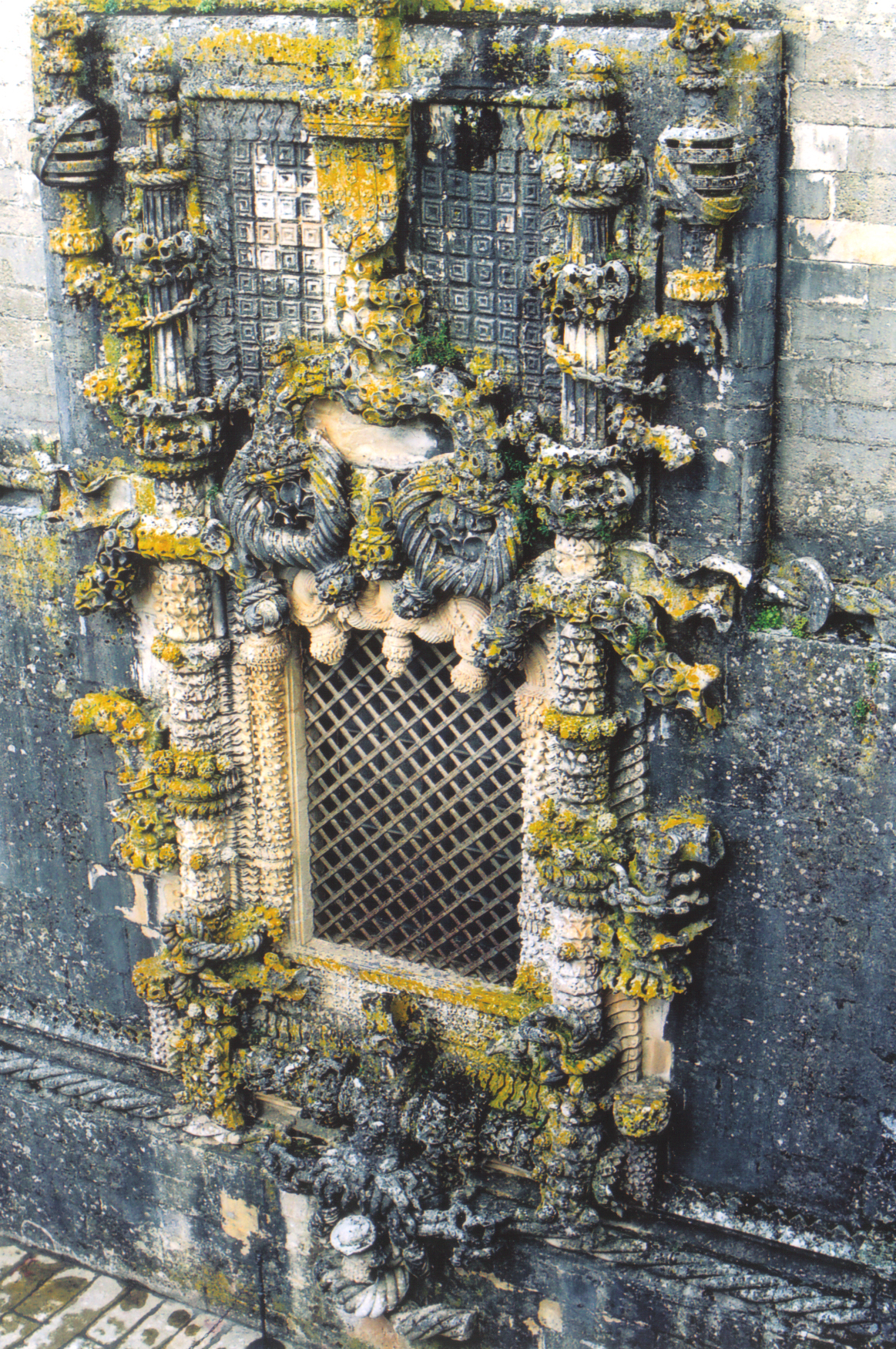
マヌエル様式の窓

トマールのキリスト教修道院は、ロマネスク建築、ゴシック建築、ムデハル様式、マヌエル建築、ルネサンス建築といった様々建築様式が融合した建築物である。

### 城塞と城壁
1160年に、戦略上の拠点として、トマールに城塞が建設された。ナバオン川に近い丘の上に建設された城塞は、城壁と地下室を兼ね備えていた。キリスト教修道院の地下室は、城塞における住居と司令塔の役割を果たし、テンプル騎士団によって紹介されたポルトガル最古のものである。トマールの町が建設された時点で、ほとんどの住民は、この要塞の中に居住していたとされる。

### 円堂
テンプル騎士団の紹介によって建設されたもう1つの特筆すべき構造物は、円堂（ポルトガル語でRotunda ロトンダ）である。12世紀に建設された円堂は、外側から見ると16角形の構造をしており、鐘楼をあわせて持つ。円堂の内部は、8角形の構造をしており、周歩回廊へとつながるアーチと結ばれている。前述のように、円堂は、エルサレムのオマール・モスクや聖墳墓教会をモデルとしたロマネスク建築である。
柱頭は、ロマネスク様式の性格を色濃く残しており、植物と動物のモチーフを描写している。柱頭の様式は、同時代に建設されたコインブラの旧大聖堂の影響を受けている。
円堂内部は、ゴシック様式/マヌエル様式の彫刻と絵画で飾られており、増築は、1499年にマヌエル1世が命じた。中央部の8角柱と周歩回廊の壁面は、ゴシック様式の天蓋で覆われた聖者と天使の彫像で彩られ、一方で、キリストの一生涯を描写したゴシック様式の絵画とパネルで周歩回廊の壁と天井は彩られた。

### 墓の回廊と沐浴の回廊

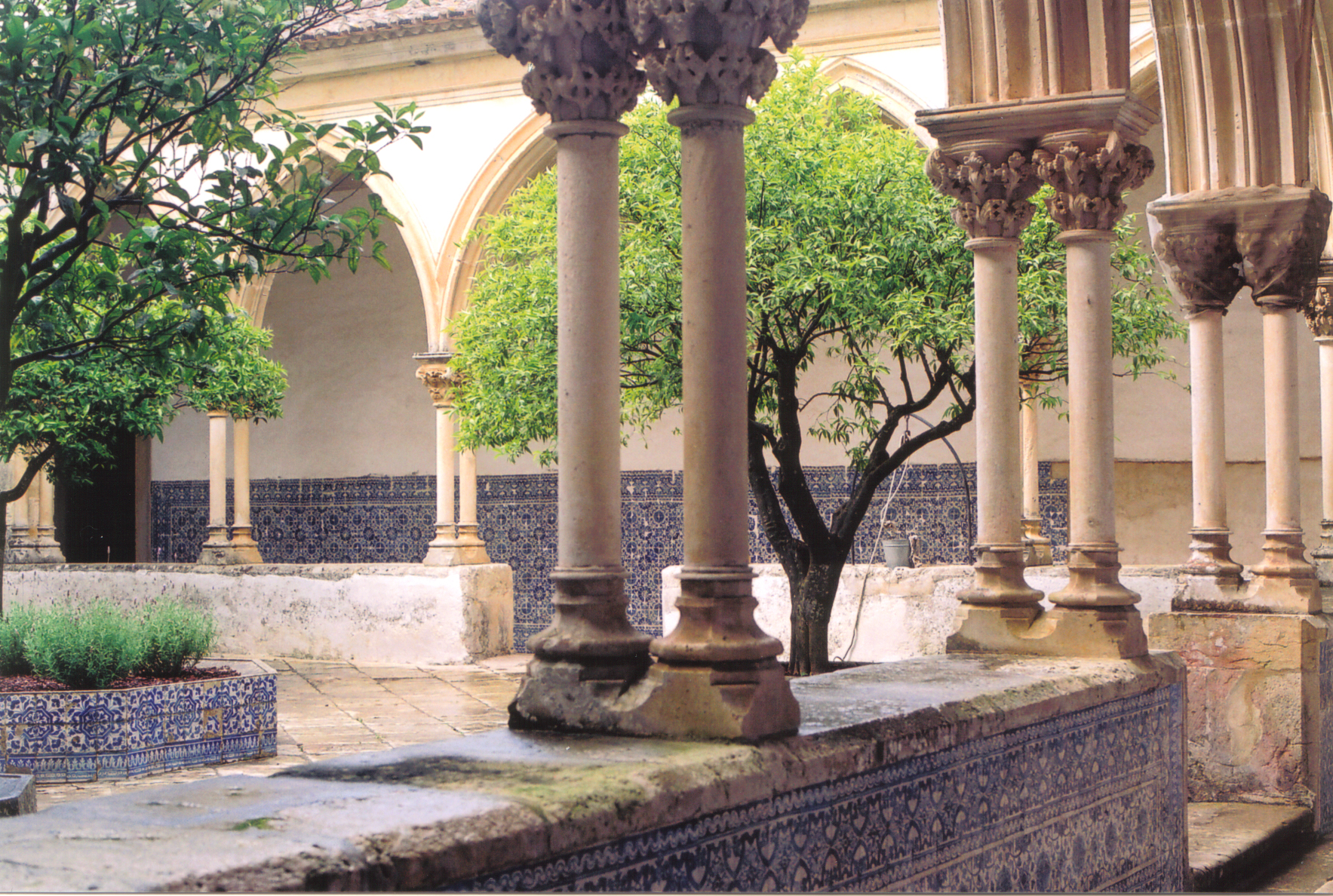
墓の回廊

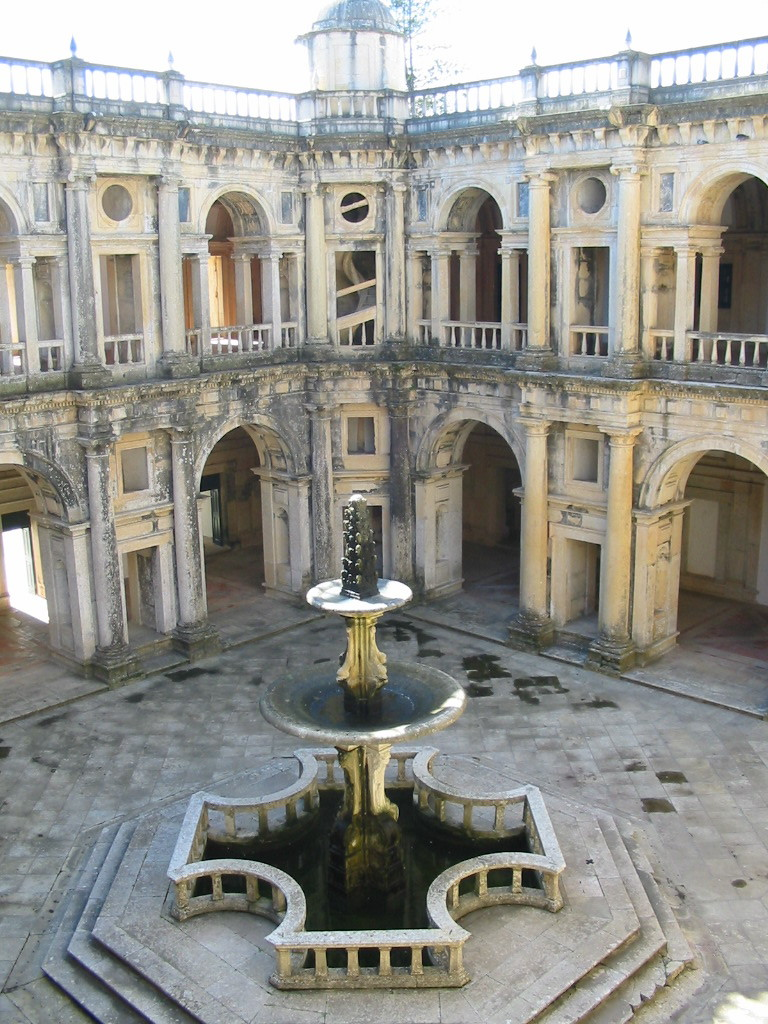
ジョアン3世の回廊

エンリケ航海王子は、ゴシック様式の身廊を修道院に増築した。墓の回廊（ポルトガル語でClaustro do Cemitério）と沐浴の回廊（ポルトガル語でClaustro da Lavagem）である。墓の回廊は、騎士団に所属する騎士と修道僧のために建設された墓所であり、優美な2本の円柱の柱頭は、植物をモチーフに描写していると同時に16世紀に作られたタイルで壁は飾られている。また、マヌエル様式のヴァスコ・ダ・ガマの兄弟であるディオゴ・ダ・ガマの墓もある。沐浴の回廊では、かつて修道僧がここで沐浴をしたことから、その名前がつけられた。

### サンタ・バルバラの回廊
サンタ・バルバラの回廊（ポルトガル語でClaustro de Santa Bárbara）は、16世紀に作られた。テラスの上部には、有名なマヌエル様式の窓がある。マストやロープ、鎖といった大航海時代をモチーフとして用いられている。

### ジョアン3世の回廊
ジョアン3世の時代に建設が開始された回廊がジョアン3世の回廊（ポルトガル語でClaustro de D. João III）ある。1557年に建設が開始され、完成したのは、1591年のフィリペ1世の時代である。

## 世界遺産基準
この世界遺産は世界遺産登録基準のうち、以下の条件を満たし、登録された（以下の基準は世界遺産センター公表の登録基準からの翻訳、引用である）。
- (1) 人類の創造的才能を表現する傑作。
- (6) 顕著で普遍的な意義を有する出来事、現存する伝統、思想、信仰または芸術的、文学的作品と直接にまたは明白に関連するもの（この基準は他の基準と組み合わせて用いるのが望ましいと世界遺産委員会は考えている）。